# Тихомировський
Тихомировський (рос. Тихомировский) — селище у Чулимському районі Новосибірської області Російської Федерації.
Входить до складу муніципального утворення Кабінетна сільрада. Населення становить 93 особи (2010).

## Історія
Згідно із законом від 2 червня 2004 року органом місцевого самоврядування є Кабінетна сільрада.

## Населення
| 2002 | 2007 | 2010 |
| ---- | ---- | ---- |
| 91   | ↘81  | ↗93  |